# Lapeirousia avasmontana
Lapeirousia avasmontana là một loài thực vật có hoa trong họ Diên vĩ. Loài này được Dinter miêu tả khoa học đầu tiên năm 1931.